# Dactylorhiza insignis
Dactylorhiza insignis là một loài thực vật có hoa trong họ Lan. Loài này được (T.Stephenson & T.A.Stephenson) Soó mô tả khoa học đầu tiên năm 1962.